# Still Warm
| Recensione | Giudizio |
| ---------- | -------- |
| AllMusic   | [ 1 ]    |

Still Warm è un album del chitarrista statunitense John Scofield, pubblicato nel 1986.

## Tracce
Musiche di John Scofield.
1. Techno – 7:29
2. Still Warm – 6:00
3. High and Mighty – 5:14
4. Protocol – 3:20
5. Rule of Thumb – 7:22
6. Picks and Pans – 5:23
7. Gil B643 – 6:41

## Formazione
- John Scofield – chitarra
- Don Grolnick – tastiere
- Darryl Jones – basso
- Omar Hakim – batteria